# Park Krajobrazowy Dolina Jezierzycy
Park Krajobrazowy Dolina Jezierzycy – park krajobrazowy utworzony w 1994 (pow. 7953 ha) położony w województwie dolnośląskim, w powiecie wołowskim, na północny zachód od Wołowa, na pograniczu Niziny Śląskiej oraz Wału Trzebnickiego w dorzeczu Jezierzycy, do której na obszarze parku wpływa mały prawobrzeżny dopływ Juszka.

## Rezerwat Uroczysko Wrzosy
W obrębie PK Doliny Jezierzycy znajduje się rezerwat przyrody Uroczysko Wrzosy (575,11 ha), mający na celu ochronę zagrożonych gatunków flory i fauny. Na terenie rezerwatu występują w przewadze łęgi jesionowo-olszowe i ols porzeczkowy. Fragmentarycznie zachowane są fitocenozy łęgu wiązowo-jesionowego.

## Fauna
W parku obserwuje się 45 rzadkich gatunków ptaków lęgowych, 90 gatunków ptaków lęgowych bardziej pospolitych oraz 52 gatunki ptaków odwiedzających ten teren w okresie wędrówek wiosennych, jesiennych i w okresie zimowym. Jezioro w okolicy wsi Wrzosy daje schronienie wielu gatunkom zagrożonych dzikich ptaków, np. bocian czarny, bielik, bąk, kania rdzawa, kropiatka, jak i gatunkom występującym powszechnie. Oprócz ptaków występują także pozostałe grupy zwierząt. Płazy i gady to m.in.: traszka zwyczajna, traszka grzebieniasta, żaba trawna, żaba moczarowa, żaba jeziorkowa, jaszczurka zwinka, jaszczurka żyworodna, padalec zwyczajny, zaskroniec zwyczajny, żmija zygzakowata. Ssaki to m.in.: ryjówka aksamitna, rzęsorek rzeczek, piżmak, borsuk, łasica, jeleń, daniel.

## Flora
Około 80% powierzchni parku zajmują lasy z przewagą sosny. Występują tu także dęby i modrzewie. Około 15% powierzchni zajmują łąki.
W parku znajduje się wiele stanowisk sprzyjających rozwojowi roślinności hydrofitycznej. Są nimi starorzecza, stawy hodowlane (m.in. Stawy na Wrzosach), śródleśne młaki, rowy odwadniające oraz strumienie i cieki. 
Rzadkimi, a występującymi na terenie parku okazami flory są m.in. kotewka orzech wodny, salwinia pływająca, długosz królewski, listera jajowata, storczyk szerokolistny, kopytnik pospolity, porzeczka czarna, płucnica islandzka oraz sromotnik bezwstydny.